# Huy
För andra betydelser, se Huy (olika betydelser).

Huys vapen.

Huys läge inom provinsen Liège.

Huy (vallonska: Hu; nederländska: Hoei) är en stad och kommun i provinsen Liège i Belgien med 20 295 invånare per 1 januari 2008.
Huy är sedan 1986 målstad för cykelloppet La Flèche Wallonne och har varit etappstart i Tour de France ett flertal gånger.